# آنسی-سور-موزل
آنسی-سور-موزل (به فرانسوی: Ancy-sur-Moselle) یک کمون در فرانسه است که در Canton of Ars-sur-Moselle واقع شده‌است.

## خصوصیات
آنسی-سور-موزل ۹٫۱۲ کیلومترمربع مساحت و ۱٬۴۲۴ نفر جمعیت دارد و ۱۷۵ متر بالاتر از سطح دریا واقع شده‌است.